# Dino Zandegù
Dino Zandegù (né le 31 mai 1940 à Rubano, dans la province de Padoue en Vénétie) est un coureur cycliste et directeur sportif italien. Il a remporté six étapes du Tour d'Italie et le Tour des Flandres.

## Palmarès et résultats

### Palmarès amateur
- 1960
  - Trofeo Martiri Trentini
  - 2e de Vicence-Bionde
- 1961
  - Gran Premio Ignis
  - Trophée Visentini
  - Astico-Brenta
- 1962
  -  Champion du monde du contre-la-montre par équipes[n 1]
  - Gran Premio San Rocco
  - 4e étape du Tour du Latium amateurs
- 1963
  -  Champion d'Italie du contre-la-montre par équipes[n 2]
  -  Champion d'Italie de poursuite par équipes amateurs[n 3]
  -  Médaillé d'or du contre-la-montre par équipes aux Jeux méditerranéens
  - 4e étape du Tour du Latium amateurs
  - Gran Premio Ezio Del Rosso
  -  Médaillé d'argent au championnat du monde du contre-la-montre par équipes
  -  Médaillé d'argent de la course en ligne aux Jeux méditerranéens

### Palmarès professionnel
- 1965
  - Tour de Romagne
  - 3e du Tour du Piémont
- 1966
  - 5e étape du Tour de Sardaigne
  - Tirreno-Adriatico :
    - Classement général
    - 2e étape

  - 10e et 12e étapes du Tour d'Italie
  - 2e du Tour de Romagne
  - 2e du Tour de Toscane
  - 2e du GP Montelupo
  - 2e de la Coppa Bernocchi
  - 3e de Milan-Turin
  - 3e du Tour de la province de Reggio de Calabre
- 1967
  - 5e étape de Tirreno-Adriatico
  - Tour des Flandres
  - Tour de Campanie
  - Tour d'Italie :
    -  Classement par points
    - 4e et 18e étapes

  - Trophée Matteotti
  - 3e du Tour du Tessin
  - 6e de Milan-San Remo
- 1968
  - 2e, 4e et 5ea étapes du Tour de Sardaigne
  - Trofeo Masferrer
  - 4e étape du Tour de Catalogne
- 1969
  - 5ea étape du Tour de Sardaigne
  - 4e étape de Paris-Nice
  - Trofeo Assalit
  - Trofeo Cañardo
  - Trofeo Jaumendreu
  - Tour de Romagne
  - Trofeo Masferrer
  - 2e étape du Tour de Catalogne
  - 2e de Barcelone-Andorre
  - 2e des Trois vallées varésines
  - 3e de la Semaine catalane
  - 3e de Milan-Vignola
  - 3e du Trofeo Torres-Cerdán
  - 4e de Milan-San Remo
  - 4e de Paris-Luxembourg
- 1970
  - 4ea étape du Tour de Romandie
  - 16e étape du Tour d'Italie
  - 8e étape du Tour de Suisse
  - 2e du Tour des Trois Provinces
- 1971
  - 16e étape du Tour d'Italie
  - 3e et 5ea étapes du Tour de la Nouvelle-France
  - 2e du championnat d'Italie d'omnium
  - 3e du Grand Prix Cemab à Mirandola
- 1972
  - 4ea et 5e étapes du Tour de la Nouvelle-France
  - 2e du Grand Prix Cemab à Mirandola
  - 3e du championnat d'Italie d'omnium

### Résultats sur les grands tours

#### Tour d'Italie
8 participations
- 1964 : 73e
- 1965 : 29e
- 1966 : 11e, vainqueur des 10e et 12e étapes
- 1967 : 18e,  vainqueur du classement par points, vainqueur des 4e et 18e étapes
- 1969 : 27e
- 1970 : 60e, vainqueur de la 16e étape
- 1971 : 52e, vainqueur de la 16e étape
- 1972 : hors délais (4e étape)

#### Tour de France
1 participation
- 1969 : 36e

#### Tour d'Espagne
2 participations
- 1968 : abandon
- 1972 : abandon (10e étape)